# Línia 192 d'autobusos de Barcelona
La Línia 192 dels autobusos de Barcelona és una línia inaugurada el 28 de novembre del 2005, que uneix els barris de l'Hospital de Sant Pau, el Clot, Can Ricart i el Poblenou.
Aquesta línia va ésser reivindicada durant molt de temps per l'Associació de Veïns del Clot-Camp de l'Arpa, des de l'any 2002. Llavors es proposà una línia que anés des de la part baixa del Clot fins a Hospital de Sant Pau per Clot, Camp de l'Arpa i Creu Roja. Però tot i així es va denegar. Però el 2005, TMB volia canviar el recorregut de la línia 92, també volia aconseguir amb això crear una altra línia (192) que anés del CAP de Lope de Vega a l'Hosp. St. Pau per la dreta dels barris mencionats, de manera que es van reunir amb l'Associació de Veïns del Clot-Camp de l'Arpa, l'acord va arribar i la 92 llavors es dirigia per Independència / Dos de Maig i per Glòries. La inauguració oficial de la línia es va donar a terme a la Pl. Dr. Serrat.

## Recorregut
La línia 192 actualment va pels carrers:
- St. Quintí
- Indústria